# Bibliothèque du Chevalier Victor de Cessole
 (janvier 2018).
Si vous disposez d'ouvrages ou d'articles de référence ou si vous connaissez des sites web de qualité traitant du thème abordé ici, merci de compléter l'article en donnant les références utiles à sa vérifiabilité et en les liant à la section « Notes et références ».
La bibliothèque du Chevalier de Cessole est une bibliothèque de recherche au sein du Musée Masséna de Nice.

## Description
Inaugurée le 15 avril 1937, cette bibliothèque publique constitue le plus bel ensemble décoratif des Alpes-Maritimes réservé au livre. Désormais propriété de la ville de Nice, la Bibliothèque du Chevalier de Cessole est installée dans les riches salons de style Empire de la Villa Masséna, actuel Musée d'art et d'histoire de la cité. La richesse de ses collections et la qualité des expositions organisées incitèrent Victor de Cessole à donner au musée en 1936 l'ensemble de la bibliothèque familiale jusqu'alors située dans la villa de Cessole à la Mantega. Ce don accentuait encore la spécificité niçoise du musée et lui assurait sa dimension scientifique.
L'architecte de la ville, Aragon, s'inspira de la bibliothèque napoléonienne de la Malmaison pour dresser les plans de la salle devant accueillir le précieux don du chevalier de Cessole. C'est l'ébéniste niçois Gimello qui réalisa le mobilier en acajou de style Empire s'accordant avec les décors de la villa Masséna les Spitalieri de Cessole, vieille famille niçoise apparentée à de grandes lignées provençales, ont constitué cette bibliothèque sur plusieurs générations. L'impulsion est donnée par le marquis Ripert de Montclar au XVIIIe siècle, le fameux procureur général au Parlement d'Aix qui s'était illustré en requérant contre les Jésuites au travers du père Lavalette ; c'est le bisaïeul de Victor de Cessole. Avec Hilarion (1776-1845), président du Sénat de Nice, ont primé les livres de droit et d'archéologie ; puis avec Henry (1810-1875), grand voyageur, ami du fameux bibliographe Jacques-Charles Brunet et véritable créateur de la bibliothèque familiale, les éditions rares et bibliophiliques ; enfin avec Victor (1859-1941), le régionalisme et la montagne. Son conseil d'administration est toujours présidé par un descendant de la famille, le général Deutz d'Arragon de Cessole.

L’acte de donation du 15 mars 1933 est assorti de « conditions absolues et déterminantes » : 
« La bibliothèque devra être installée, conservée et mise en valeur dans une salle  spéciale du musée Masséna, qui ne pourra jamais être désaffectée et dont le contenu ne pourra pas être dispersé,... portera le nom du Chevalier Victor de Cessole. Cette bibliothèque et ces collections devront être mises gratuitement à la disposition du public, ne pourront jamais être fusionnées avec d’autres bibliothèques, aucune pièce ne pourra en être détachée ni prêtée... Il pourra être adjoint d’autres livres, estampes ou gravures qui, par achats, dons ou legs viendraient enrichir les fonds ... cette fondation sera administrée par un conseil de 9 membres,... »

## Localisation
La bibliothèque du Chevalier Victor de Cessole se situe au sein du musée Masséna, au 3e étage de l'édifice. L'accueil des chercheurs s’effectue, sur rendez-vous, au nord de l’édifice, par un pavillon situé au numéro 65 de la rue de France.

## Les différents fonds
Le fonds Cessole compte 1 825 ouvrages généraux et bibliophiliques, 1 795 livres sur la Provence, la Savoie et l'Italie du Nord, 5 719 sur le Comté de Nice et la Côte d'Azur, 435 manuscrits, 175 titres de journaux, 4 mètres linéaires de pièces d'archives, 1 400 cartes et plans dont 54 manuscrits, environ 700 estampes, 7 019 plaques de verre. Parmi les ouvrages bibliophiliques, relevons sept incunables, des éditions de grands imprimeurs comme Gryphe, Estienne, Alde, Elzévier, Cramoisy, Léonard, de nombreux classiques français et italiens des XVIIe et XVIIIe siècles, tels que l'Astrée, le Mercure françois, la plupart des éditions des lettres de la marquise de Sévigné. Certains de ces ouvrages portent des reliures signées Canape, Chambolle-Duru, Garidel, toutes marquées du fer créé par le relieur génois Bruzzo. La série d'atlas compte les éditions anciennes de Abraham Ortelius 1571, Mercator 1595, Breughel 1588, Tassin 1631...
Grâce aux acquisitions du marquis Ripert de Montclar, procureur général au Parlement de Provence et de Hilarion de Cessole, d'importants ouvrages du XVIIIe siècle de droit et d'histoire de la Provence, comme ceux de Louvet, Bouche, Artefeuil, Gaufridi, Papon… sont présents dans la collection.
D'abord reflet du passé intellectuel d'une famille, la Bibliothèque de Cessole est aujourd'hui avant tout une bibliothèque d'histoire locale. Semblable en cela à d'autres collections niçoises, elle préserve ce qui fait le particularisme de la région et notamment sa langue. La plupart des œuvres dialectales sont conservées : pièces poétiques et littéraires, mais aussi libelles, journaux politiques et satiriques. Les beaux livres illustrés sur Nice sont présents : Blaeu, Albanis Beaumont, Louvois, Visconti... Cependant, l'aire géographique concernée par les acquisitions du donateur ne se réduit pas aux limites de l'ancien comté, elle s'étend de la Provence à la Savoie, au Piémont et à la Ligurie. Rappelons que si la région niçoise fut longtemps isolée géographiquement, ses appartenances historiques furent multiples : provençale, puis liée au duché de Savoie (1388-1792), à la France (1792-1814), au royaume de Piémont-Sardaigne (1814-1860) et enfin à la France.
La plupart des éditions dues aux imprimeurs niçois ont échappé au dépôt légal français. François Castello au XVIIe siècle, la famille Romero, Gabriel Floteront, la Société typographique au XVIIIe siècle, puis pour le XIXe, les Suchet, Canis, Giletta, Cauvin, Malvano-Mignon, etc., sont largement représentés, parfois en unica. L'un des mérites majeurs de Victor de Cessole a été de ne pas se borner à la beauté ni à la rareté du document, mais de collecter tous les imprimés de la région : ouvrages littéraires et scientifiques, livres à gravures, mais aussi placards, tracts, actes administratifs, notices techniques, documents privés, brochures commerciales, programmes, menus… Les livres parus en France, comme à l'étranger ne sont pas oubliés, pas plus que les auteurs locaux ayant fait une carrière loin de leur pays d'origine. Cessole a notamment réuni un ensemble unique de guides et récits de voyages, une collection importante d'images pieuses de saints locaux. La section des manuscrits s'avère également de tout premier plan avec plusieurs pièces majeures, comme La Nemaïda (1823) du poète niçois Joseph-Rosalinde Rancher, les Chroniques de l'abbé Joseph Bonifacy, le meilleur témoignage de la vie niçoise du début du XIXe siècle, la Noble science du blason de Jean-Baptiste d'Audiffred (vers 1750) ou encore un Liber coquino, livret de recettes du XVe siècle. Enfin, signalons la riche collection de cartes de Provence, de Savoie et de l'Italie du nord, ainsi que celle des plans de Nice, du XVIe au début du XXe siècle.
Bien entendu, en tant qu'alpiniste, photographe, auteur, président de la section des Alpes-Maritimes du Club alpin, vice-président du Ski-club, etc., Victor de Cessole a accumulé les documents qui concernent la montagne. Témoins de ces activités restent sept mille plaques de verre, une cinquantaine de  plaquettes, la correspondance, les notes manuscrites des courses, un ensemble conséquent d'ouvrages internationaux sur l'alpinisme et le ski, dont les bulletins des clubs alpins anglais, italiens et français depuis leurs créations. Le don prestigieux du chevalier a conduit d'autres érudits, ainsi que les différents conservateurs du musée à donner leur bibliothèque régionaliste et leurs archives au musée Masséna. Un deuxième fonds s'est ainsi formé et s'accroît régulièrement. Il comprend plus de dix mille ouvrages régionalistes dont un exemplaire de la Côte d'Azur de Stephen Liégeard dédicacé à l'Impératrice Eugénie et relié à ses armes, plusieurs ouvrages reliés à celles de Napoléon Ier (don John Jaffé), un cahier manuscrit du Journal que Marie Bashkirtseff a commencé à Nice en 1872. De nombreuses archives familiales ont aussi été déposées, réparties en 193 fonds allant du Moyen Âge à la période contemporaine, parmi lesquels le fonds Renaud de Falicon riche en chartes, le fonds “familles niçoises” aux nombreux autographes et armoiries, le fonds Canestrier relatif au folklore et à la vie religieuse, le fonds Belleudy concernant les peintres provençaux et la première guerre mondiale, ceux du chroniqueur du Second Empire Ferdinand Bac, du peintre symboliste niçois Gustave-Adolphe Mossa, du naturaliste niçois Jean-Baptiste Barla. Pour les communes, l'histoire et les biographies locales, il faut enfin citer le très utile fonds Louis Cappatti dont les Archives municipales et la Bibliothèque municipale de Nice possèdent d'autres parties importantes. Ces fonds d'archives contiennent en outre de nombreux programmes de spectacles dont les corsos carnavalesques, partitions, tracts, affiches et placards.
Ce deuxième fonds compte aussi 451 plans et cartes, 3 500 estampes, 4 500 tirages photographiques, 10 000 cartes postales, 21 albums photographiques, 1 286 plaques de verre du fonds Giletta. En outre, 111 dossiers documentaires thématiques sont régulièrement mis à jour. La Bibliothèque de Cessole entend rester fidèle à la conception humaniste qui fut celle de cette famille liée au pays niçois, mais aussi soucieuse de ses rapports avec les provinces voisines, et qui s'est attachée à collecter tous les documents possibles pour témoigner de la vie et de la mémoire d'une région.
L’accroissement des collections est une mission de la bibliothèque. Conformément à l’acte de donation de Victor de Cessole « Il pourra être adjoint d’autres livres, estampes ou gravures qui, par achats, dons ou legs viendraient enrichir les fonds ».
La bibliothèque patrimoniale de Cessole a pour mission de susciter le don ou legs de documents patrimoniaux locaux et d’acquérir toute publication concernant l’histoire locale, la langue, littérature,... Ainsi en 2011, c’est une partie de la bibliothèque de D. Durandy ainsi que ses archives privées qui sont entrées dans les fonds de la bibliothèque. Un autre donateur a déposé 200 plaques de verre photographiques qui fournissent de précieuses indications sur Nice et sa région au début du XXe siècle. Un budget d’acquisition est octroyé chaque année pour permettre l’enrichissement des collections de cette bibliothèque régionaliste et patrimoniale unique.